# Mendidaphodius adustus
Mendidaphodius adustus är en skalbaggsart som beskrevs av Johann Christoph Friedrich Klug 1855. Mendidaphodius adustus ingår i släktet Mendidaphodius och familjen Aphodiidae. Inga underarter finns listade i Catalogue of Life.